# Sericogyra periglenes
Sericogyra periglenes är en snäckart som beskrevs av B.A. Marshall 1988. Sericogyra periglenes ingår i släktet Sericogyra och familjen Seguenziidae. Inga underarter finns listade i Catalogue of Life.